# Département Doire
Doire ist der Name eines Départements des Ersten Kaiserreiches im heutigen Italien. Benannt wurde es nach dem Fluss Doire Baltée. Gegründet wurde Doire, als Napoleon 1802 das Königreich Sardinien besetzte, die Hauptstadt war Ivrea. Es war in die drei Arrondissements Ivrea, Aosta und Chivasso geteilt. Nach der Niederlage Napoleons bei den Befreiungskriegen 1814 wurde das Departement Doire aufgelöst; das ehemalige Gebiet teilt sich heute auf die Metropolitanstadt Turin und die autonome Region Aostatal auf.